# Korkton
Korkton, Korkgeschmack, Korkschmecker, kurz Kork, auch Stoppler im Österreichischen oder Zapfen im Schweizerischen, bezeichnet in der Weinsprache einen Geruchs- und Geschmacksfehler von Wein, der meist auf den Verschluss der Weinflasche, den Korken, zurückgeht. Dieser extern eingetragene Weinfehler wird individuell unterschiedlich wahrgenommen und führt zu Geruchs- und Geschmacksnoten, die die Aromatik des Weins verändern und seinen Geschmack beeinträchtigen oder zerstören können.

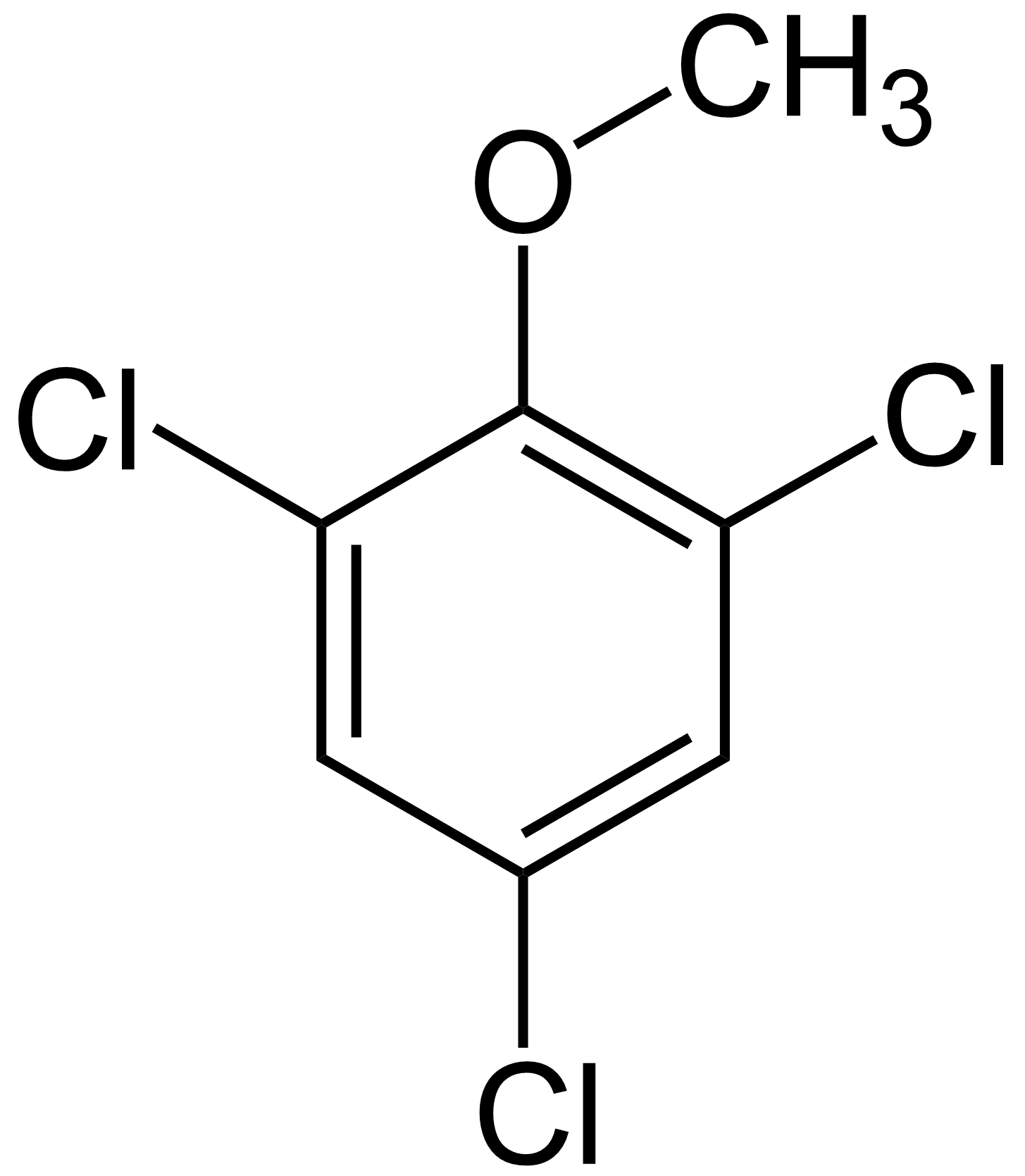
Strukturformel von 2,4,6-Trichloranisol

Häufigste Ursache des Korktons ist das Auftreten eines Phenolderivates, des 2,4,6-Trichloranisols (TCA). Das jeweils  wahrgenommene Geruchserlebnis liegt oft nicht allein an dem durch Trichloranisol selbst ausgelösten Geruch, sondern daneben auch an der nachlassenden olfaktorischen Wahrnehmung anderer Aromen. Denn TCA kann die Bildung olfaktorischer Signale in den Geruchssinneszellen (Riechzellen) schon in sehr niedrigen Konzentrationen stören, wodurch ein Riechen auch anderer Gerüche vermindert oder vorübergehend unterdrückt wird. Dann ist nur mehr ein abgeflachtes und verändertes Profil wahrnehmbar, dem manche Geruchsnoten fehlen.
Das Vorkommen von Trichloranisol wurde lange Zeit auf das Bleichen der ausgestanzten Rohkorken mit hypochlorigen Verbindungen, z. B. Kaliumhypochlorit oder Javelwasser, zurückgeführt. Mittlerweile werden die Korken überwiegend hypochloritfrei mit Wasserstoffperoxid gebleicht, ohne dass die Häufigkeit des Auftretens des Korktons sich wesentlich reduziert hätte.
Die Bildung des 2,4,6-Trichloranisols kann schon am Baum stattfinden und auf verschiedene Ursachen zurückgehen. Eine mögliche Ursache sind Buschfeuer, die im Süden der iberischen Halbinsel, wo die meisten Korkeichen wachsen, relativ häufig vorkommen, und die in der Korkrinde zur Bildung von 2,4,6-Trichlorphenol führen können. 2,4,6-Trichlorphenol ist für viele Organismen bei entsprechend hoher Konzentration toxisch und kann von Mikroorganismen durch Methylierung in das weniger toxische und leichter flüchtige 2,4,6-Trichloranisol überführt werden.
Untersucht wurde darüber hinaus die Umwandlung von chlorphenolhaltigen Fungiziden, insbesondere des früher häufig in Holzschutzmitteln eingesetzten Pentachlorphenols, beim biologischen Abbau durch Mikroorganismen. Das hochtoxische 2,3,4,5,6-Pentachlorphenol (PCP) wird über 2,4,6-Trichlorphenol (TCP) als Zwischenprodukt ebenfalls zu 2,4,6-Trichloranisol (TCA) umgesetzt. Daher dient das EU-weite Verbot von Pflanzenschutzmitteln in Korkeichenwäldern auch zur Vermeidung von TCA in Lebensmitteln. Weiterhin wurde in der BRD mit der Pentachlorphenol-Verbotsverordnung ab 1989 unter anderem das Inverkehrbringen von Erzeugnissen mit einem Gehalt von mehr als 5 mg/kg PCP untersagt. Bezogen auf die Masse eines üblichen 20 mm dicken, 4 cm kurzen und gut 6 g wiegenden Korkens aus Naturkork würde dies erst einer Belastung von mehr als 0,03 mg PCP entsprechen. 
TCA kann allerdings auch auf anderen Wegen gebildet und dann nicht nur von Kork transportiert werden. So wurde TCA ebenfalls in Kaffee, Bier, Mineralwasser und anderen Genuss- und Lebensmitteln nachgewiesen. Auch mit TCA verunreinigte Kunststoffverschlüsse, Teppichböden, Filtrationsmittel und andere Produkte wurden identifiziert. Sogar in Grundwasser wurden schon Belastungen durch TCA als Folge einer Umweltverschmutzung festgestellt.
Nach dem Verschließen der Weinflasche mit einem Korken, der eine signifikante Menge TCA enthält, wandert ein Teil des TCA innerhalb relativ kurzer Zeit (wenige Stunden bis 14 Tage) in den Wein. TCA besitzt einen sehr niedrigen Geruchsschwellenwert von etwa 2 pg (= 2·10−12 g) pro Liter Luft und ist für geübte Weinprüfer, aber auch für Konsumenten bereits ab einer Konzentration von 1–3 ng/l (milliardstel Gramm pro Liter) in Weißweinen und ab 5 ng/l in Rotweinen wahrnehmbar. Bei Kaffee hingegen werden Mengen von über 10 ng/l oft kaum wahrgenommen.
Daneben kann eine Reihe weiterer Stoffe für einen als Korkton bezeichneten Geruch verantwortlich sein (z. B. 1-Octen-3-ol). Die Beschreibung der Fehltöne reicht von holzig bis muffig. Bromphenole beispielsweise sind sensorisch kaum von TCA zu unterscheiden.
Alkohol und niedrige Temperatur können Weinmängel kaschieren. Wenn Zweifel bestehen, ob ein Korkton vorliegt, soll man den Wein mit Wasser verdünnen, notfalls auch leicht erwärmen.